# Ommata picturata
Ommata picturata là một loài bọ cánh cứng trong họ Cerambycidae.